# Mirjana Krizmanić
Mirjana Krizmanić (Zagreb, 28. siječnja 1936. – ?, 17. ožujka 2024.) je hrvatska psihologinja. Nakon dugogodišnje akademske karijere na Filozofskom fakultetu u Zagrebu, nastavila je raditi u mirovini, pišući stručne i knjige popularno-psihologijske tematike.

## Životopis
Rođena je i školovana u Zagrebu, a u istom gradu je, na Filozofskom fakultetu, diplomirala psihologiju 1960. godine. Ostaje raditi na fakultetu, gdje je 1971. i doktorirala. Predavala je predmete iz područja kliničke i zdravstvene psihologije, a 1972. je osnovala Katedru za kliničku psihologiju, kojoj je bila predstojnica gotovo trideset godina, do mirovine krajem 2000.
Glavna područja njezinog znanstvenog interesa bili su koncepti smisla za humor i kvalitete života, ali i njihovih međusobnih veza. Razvila je, prilagodila i prevela nekoliko mjernih instrumenata u tom periodu karijere, uglavnom u suradnji s Vladimirom Kolesarićem, a najpoznatiji su Skala kvalitete življenja i Test za ispitivanje smisla za humor: HOPA. Ove skale je koristila u vlastitim istraživanjima, ali pokazale su se pouzdanima te se i dalje upotrebljavaju prilikom ispitivanja kvalitete života i humora. Postale su uobičajeni mjerni instrumenti tih konstrukata na našem govornom području.
Tijekom i nakon Domovinskog rata posvetila se radu koji je uključivao pomoć stradalima, prije svega invalidima i izbjeglicama. Bila je i jedna od osnivačica nevladine humanitarne udruge "Dobrobit" koja se, osim samog pružanja pomoći, bavila i edukacijom te pisanjem tekstova o psihosocijalnoj pomoći. Nakon odlaska u mirovinu nastavlja raditi na pisanju stručne literature, ali počinje se baviti i pisanjem popularno-psihologijskih knjiga s tematikom koja je usko vezana uz njezinu znanstvenu karijeru. Tada postaje poznatija i u široj javnosti. Iako objavljuje knjige koje su na istim policama s onima o samopomoći, izrazito je kritična prema takvom površnom pristupu psihologiji te u svojim popularno-znanstvenim radovima pokušava prenijeti samo znanja koja su znanstveno dokazana, ali ih prikazuje jezikom dostupnim cijeloj populaciji.

## Nagrade i priznanja
- 1985. – Republička nagrada za znanstveni rad "Božidar Adžija",
- 1993. – nagrada "Ramiro Bujas" za osobito vrijedno ostvarenje na društvenoj afirmaciji psihologije (s nekoliko članova udruge "Dobrobit")
- 1999. – povelja Filozofskog fakulteta
- 2005. – nagrada "Ramiro Bujas" za "Psihologijski rječnik" (s drugim autorima)
- 2007. – nagrada "Marko Marulić" za osobit doprinos primijenjenoj psihologiji
- 2007. – nagrada "Ramiro Bujas" za životno djelo
- 2009. – nagrada "Zagrepčanka godine" Zagrebačke skupštine
- 2013. – nagrada "Miko Tripalo" za rad, nesebični javni angažman u zaštiti dostojanstva čovjeka, obrani sloboda i promicanju društvene pravednosti

## Vanjske poveznice
- Mirjana Krizmanić, Hrvatska enciklopedija